# Lokavec
Lokavec falu Szlovéniában, a Goriška statisztikai régióban, a Vipava-völgy északi szélén. Közigazgatásilag Ajdovščinához tartozik, melytől északnyugatra helyezkedik el a Čaven-hegy lábánál. A településhez az alábbi településrészek tartoznak: Bitovi, Brith (vagy Britih), Čohi, Gorenje, Kuši, Lahovše, Loretovše, Mizinška Vas (szlovénül: Mizinška vas), Paljki (vagy Palki) és Slokarji.
A faluban három templom is található. A falu templomai a Koperi egyházmegyéhez tartozik.
Lokevecet az első írásos emlékek 1086-ban említik Locunz és Locarizz névalakban. Neve a lǫkavъ (hajlított) szó egy változata.

## Történelme
A település határában feltárt kelta sírok alapján a terület már a történelem előtti időkben is lakott volt. A Gradišče-hegyen talált maradványok alapján a hely védműként szolgált a maga idejében.
A második világháború idején a német csapatok elfogták a település férfi lakosságát és munkatáborokba szállították őket.
A Lokavec-tömegsír (szlovénül: Grobišče Lokavec) hét szlovén civil áldozat földi maradványait rejtette, akik 1945. június 20-a környékén vesztették életüket. A tömegsír a falutól nyugatra, mintegy 600 méternyire található.
1952-ben a falu a korábban önálló Dolnji Lokavec településbe olvadt.

## Híres személyek
A településhez az alábbi ismertebb emberek tartoznak:
- Miha Blažko (1810–1897), kőművesmester[6]
- Edmund Čibej (1861–1954), újságíró mineralógus[6]
- Venceslav Čopič (1893–1980), oktatási szakértő[6]
- Michael Cussa (ca. 1657–1699), szobrász[6]
- Teodor Posteli (1909–1993), kardiológus, orvos[6]
- Anton Slokar (1898–1982), politikus[6]

## Fordítás
- Ez a szócikk részben vagy egészben  a   Lokavec, Ajdovščina című angol Wikipédia-szócikk ezen változatának fordításán alapul.  Az eredeti cikk szerkesztőit annak laptörténete sorolja fel. Ez a jelzés csupán a megfogalmazás eredetét és a szerzői jogokat jelzi, nem szolgál a cikkben szereplő információk forrásmegjelöléseként.